# Mammillaria duoformis
Mammillaria duoformis là một loài thực vật có hoa trong họ Cactaceae. Loài này được R.T. Craig & E.Y. Dawson mô tả khoa học đầu tiên năm 1948.